# Perrierosedum madagascariense
A Perrierosedum madagascariense a kőtörőfű-virágúak (Saxifragales) rendjébe, ezen belül a varjúhájfélék (Crassulaceae) családjába és a fáskövirózsa-formák (Sempervivoideae) alcsaládjába tartozó faj.
Nemzetségének az egyetlen faja.

## Előfordulása
A Perrierosedum madagascariense előfordulási területe, ahogy neve is mutatja, Madagaszkárra korlátozódik.